# Con Air

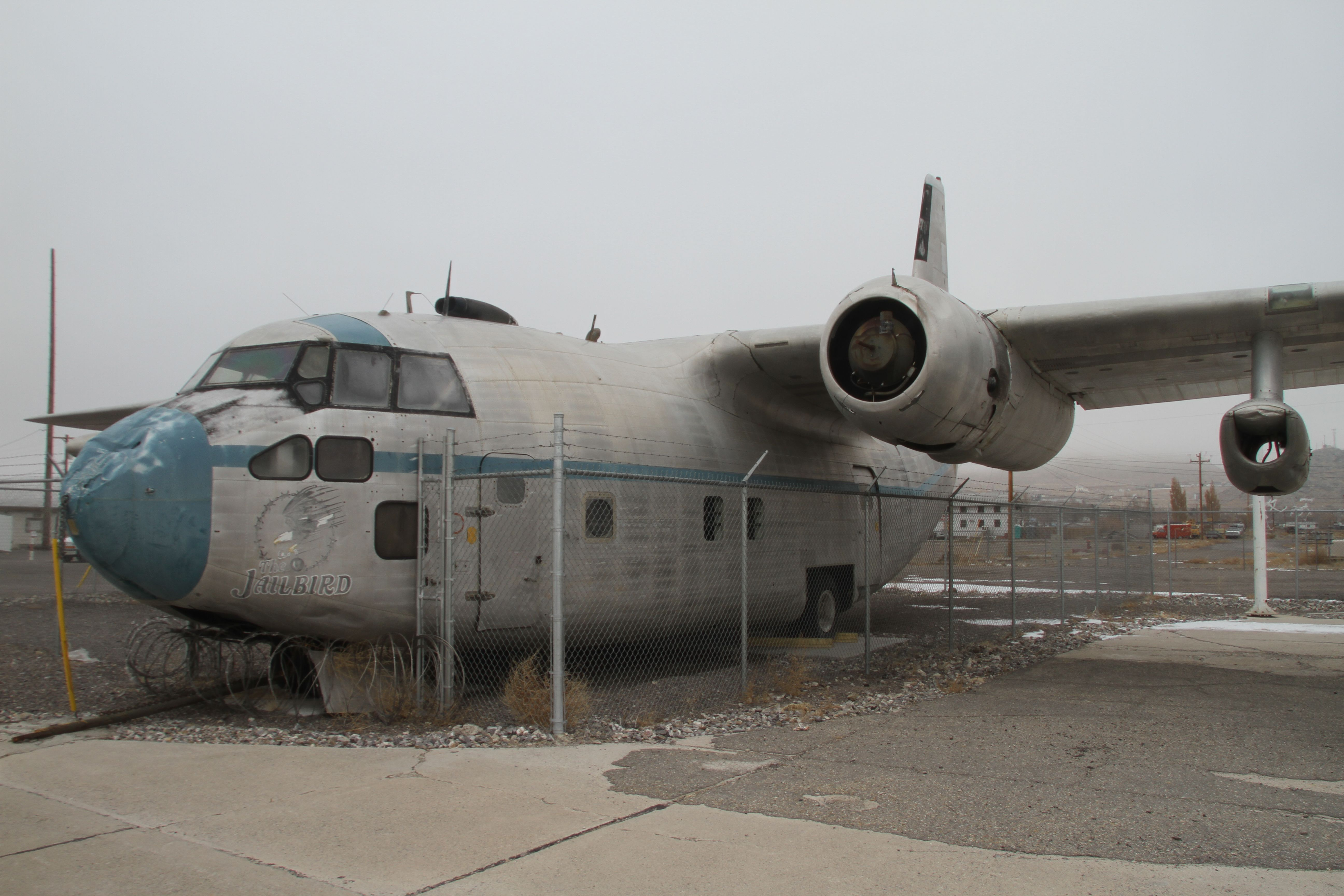
Jailbird die voor de opnamen van Con Air gebruikt is

Con Air is een Amerikaanse thriller-actiefilm uit 1997 onder regie van Simon West. De titel is een afkorting van "convict airlines" ('luchtvaartmaatschappij voor veroordeelden'), zoals de gevangenen het transport dat in de film centraal staat zelf noemen. Con Air werd genomineerd voor de Oscars voor beste geluid en beste oorspronkelijke lied (How Do I Live van Diane Warren). Hetzelfde nummer werd daarnaast genomineerd voor onder meer een Grammy Award, maar daarentegen ook voor de Razzie Award voor slechtste lied. De film 'won' daadwerkelijk een Razzie Award uitgereikt voor Worst Reckless Disregard for Human Life and Public Property ('grootste minachting voor menselijk leven en publieke bezittingen').

## Verhaal
Ex-militair Cameron Poe heeft er een lange gevangenisstraf opzitten, omdat hij iemand per ongeluk doodde toen hij zichzelf en zijn vrouw verdedigde. Hij wordt wegens goed gedrag vervroegd vrijgelaten, maar wordt met hetzelfde vliegtuig vervoerd als een aantal zeer gevaarlijke criminelen. De veelpleger Cyrus "The Virus" Grissom heeft een plan voorbereid voor een gewelddadige bevrijding. Cameron heeft hier geen trek in: hij wil zo snel mogelijk naar huis. Dat kan alleen door de autoriteiten te helpen om de ontsnapping te voorkomen. Uiteindelijk slaagt Cameron erin om het vliegtuig over te nemen en (veilig) op de grond te brengen op The Strip in Las Vegas. Als hij ook nog uiteindelijk (de ondertussen ontsnapte) Grissom vangt (dood weliswaar) is hij helemaal de held. Helemaal op het einde ontmoet hij dan eindelijk zijn vrouw en dochtertje die hij het knuffelkonijn geeft dat hij speciaal voor haar verjaardag de hele reis had meegezeuld.

## Rolverdeling
| Acteur             | Personage                            |
| ------------------ | ------------------------------------ |
| Nicolas Cage       | Cameron Poe                          |
| John Cusack        | U.S. Marshal Vince Larkin            |
| John Malkovich     | Cyrus 'The Virus' Grissom            |
| Ving Rhames        | Nathan 'Diamond Dog' Bones           |
| Nick Chinlund      | William 'Billy Bedlam' Bedford       |
| Steve Buscemi      | Garland 'The Marietta Mangler' Green |
| Doug Hutchison     | Bewaker Donald                       |
| Colm Meaney        | DEA-agent Duncan Malloy              |
| Danny Trejo        | John "Johnny 23" Baca                |
| Monica Potter      | Tricia Poe                           |
| Landry Allbright   | Casey Poe                            |
| M. C. Gainey       | Earl "Swamp Thing" Williams          |
| Mykelti Williamson | Mike "Baby-O" O'Dell                 |
| Dave Chappelle     | Joe "Pinball" Parker                 |
| Rachel Ticotin     | Bewaakster Sally Bishop              |
| Jesse Borrego      | Francisco Cindino                    |
| John Roselius      | Deputy Marshal Skip Devers           |
| José Zúñiga        | DEA-agent Willie Sims                |
| Steve Eastin       | Bewaker Falzon                       |
| Renoly Santiago    | Ramon "Sally-Can't Dance" Martinez   |
| Kevin Gage         | Billy Joe                            |

## Trivia
- Voor de opnames van Con Air vlogen er heel wat vliegtuigen laag over de Strip, de kilometerslange boulevard waarop alle casino's van Las Vegas liggen. Het zicht was zo uitzonderlijk dat verschillende inwoners in paniek de politie belden.